# Yurina Kumai
Yurina Kumai (熊井 友理奈 Kumai Yurina?,  născută în data de 3 august 1993 în Kanagawa, Japonia) este o cântăreață de pop japonez care în prezent prestează în trupa Berryz Kobo, ce face parte din proiectul Hello! Project.  Yurina s-a alăturat proiectului Hello! Project Kids în anul 2002 și deseori este vocea principală în single-urile trupei Berryz Kobo.

## Date personale
- Porecle: Yuri, Yurina, Kumai-chan
- Înălțime: 1,81 m

### Grupuri
- Hello Project Kids (din anul 2002)
- Berryz Kobo (din anul 2004)
- Hello Project Allstars (2004)

## Apariții

### Filme
- Koinu Dan no Monogatari (仔犬ダンの物語 "Puppy Dan's Story"?) (14 decembrie 2002)
- Promise Land ~Clovers no Daibōken~ (Promise Land ～クローバーズの大冒険～ "Promise Land ~Clover's Adventure~"?) (17 iulie 2004)

### Televiziune
- Little Hospital (ianuarie 2003)
- Musume Dokyu! (娘DOKYU!?) (5 aprilie 2005 - 18 mai 2005)

### Reclame
- Nihon Shokuniku Shōbi Sōgō Center (日本食肉消費総合センター?) (octombrie 2008)

### Radio
- Berryz Kobo Kiritsu! Rei! Chakuseki! (Berryz工房 起立!礼!着席!?) (30 martie 2005)

### Internet
- Hello Pro Video Chat (Hello! Project on Flets) (11 august 2005)